# آیواز آبراهاموف
آیواز آبراموف (ارمنی: Այվազ Աբրահամով؛ انگلیسی: Aivaz Abrahamov؛ زادهٔ نامعلوم - درگذشته ۱۷۲۵) یک چهره سرشناس و فرد نظامی اهل ارمنستان در سده هجدهم میلادی بود. وی یکی از چهره‌های جنبش‌های آزادی‌بخش ارمنی در ربع اول قرن هجدهم و همکار یکی دیگر از چهره‌های سرشناس ارمنی، ایسرائیل آوری بود.

## زندگی‌نامه
وی در ۱۷۲۵ در استان گیلان کنونی درگذشت .